# Пристенне
Пристенне  (рос. Пристенное) — село в Пристенському районі Курської області Російської Федерації.
Населення становить 338 осіб. Входить до складу муніципального утворення Пристенська сільрада.

## Історія
Населений пункт розташований на території українського етнічного та культурного краю Східна Слобожанщина.
Від 2004 року входить до складу муніципального утворення Пристенська сільрада.

## Населення
| 2002 | 2010 |
| ---- | ---- |
| 433  | ↘338 |